# هارالد مورشير
هارالد مورشير (بالألمانية: Harald Morscher)‏ مواليد 22 يونيو 1972 في النمسا، هو دراج نمساوي سابق في صنف سباق الدراجات على الطريق. حقق المركز الأول في طواف النمسا 1994.

## روابط خارجية
- هارالد مورشير على موقع الاتحاد الدولي للدراجات (الإنجليزية)
- هارالد مورشير على موقع أرشيف الدراجات (الإنجليزية)
- هارالد مورشير على موقع إحصائيات الدراجات الإحترافية (الإنجليزية)
- هارالد مورشير على موقع نسبة الدراجات (الإنجليزية)
- هارالد مورشير على موقع أوليمبيديا (الإنجليزية)